# Harvey Sutton
Harvey Sutton, född 18 februari 1882, död 21 juni 1963, var en australisk friidrottare. Han deltog vid olympiska sommarspelen 1908.